# Michel Blois
Michel Blois (Rio Grande,10 de junho de 1983) é um ator, diretor, roteirista e produtor de teatro brasileiro. Ficou conhecido ao interpretar o personagem Leopoldo na novela Além da Ilusão.

## Biografia
Michel Blois nasceu em Rio Grande, Rio Grande do Sul.  Ainda criança se interessou pelas artes se apresentando no teatro da escola. Em 2002 se mudou para o Rio de Janeiro e entrou para a escola de teatro Tablado integrando a turma de Lionel Fischer. No mesmo ano, ingressou na Faculdade de Fisioterapia na Universidade Estácio de Sá. Em 2003, entrou para a formação da Casa das Artes de Laranjeiras(CAL) onde montou suas primeiras peças. Em 2006, apresentou sua peça de formatura Mas a Vida é Boa, no CCBB Rio de Janeiro, com direção de Jefferson Miranda e dramaturgia de Adriano Garib. No mesmo ano formou-se na Faculdade de Fisioterapia na Universidade Estácio de Sá.

## Carreira
Em 2005, fundou a Invisível Cia de Teatro com Fernanda Félix, Gabriel Wainer, Thiare Maia e posteriormente Pedroca Monteiro. No mesmo ano fizeram sua estreia no Festival Rio Cena Contemporânea com a peça Limite. No ano seguinte dirigiu a peça A Sonia é que é Feliz.
Em 2008, fundou a companhia de teatro Pequena Orquestra com Fabrício Belsoff, Fernanda Félix, Joana Lerner, Keli Freitas, Pedroca Monteiro, Rodrigo Nogueira e Thiare Maia. No mesmo ano dirigiu a peça Dois Irmãos - Due Fratelli.
Em 2009, dirigiu Para um Destinatário apresentado em Portugal. No mesmo ano, foi convidado para integrar o Projeto Estúdios, da companhia portuguesa Mundo Perfeito, junto com os artistas Alex Cassal, Claudia Gaiolas, Felipe Rocha, Paula Diogo, Tiago Rodrigues e Thiare Maia. Juntos criaram os espetáculos Sempre, Pedro Procura Inês e Bobby Sands Vai Morrer, Thatcher Assassina que foram apresentados em Portugal.
Em 2010, escreveu e atuou em Dulce, peça apresentada no Brasil e Europa. No mesmo ano idealizou os projetos Amb/Sex, evento de artes visuais, música e performance que ganhou duas edições seguintes.
Em 2012, apresentou Pterodátilos ao lado de Marco Nanini, Mariana Lima e Álamo Facó. No mesmo ano, apresentou Dolce & Copacabana com a companhia anglo-germânica Gob Squad. A peça era uma performance que investiga a construção de imagens cênicas. O palco foi transformado num estúdio fotográfico, onde sessões de fotos ocorreram ao vivo, em situações que explicitaram a relação entre um fotógrafo e um grupo de seis fotografados. Em 2012, foi diretor artístico do Teatro Ipanema, cargo que ocupou até 2015.
Em 2013, Blois viveu um ano prolífico, ele apresentou O Médico e o Monstro, uma adaptação do clássico da literatura de Robert Louis Stevenson. Apresentou no Brasil a peça MoMO que posteriormente viajou para Europa e África. Lançou o Bikini Festival, um evento de música com curadoria de Leo Feijó e Bernardo Palmeira que ganhou duas edições posteriores. Foi um dos diretores artísticos e programadores do Festival Dois Pontos que aconteceu na rede municipal de teatros do Rio de Janeiro sob proposta de intercâmbio entre artistas brasileiros e portugueses. O festival ganhou uma segunda edição em março de 2015 com argentinos. 
Em 2014, apresentou a peça O que Você Vai Ver com a Cia dos Atores e a peça Moradores da Cidade Vazia. No mesmo ano apresentou Adorável Garoto de Nicky Silver, uma adaptação do texto de Nicky Silver que traz um casal em crise e seu filho com um problema moral.
Em 2015 apresentou Relações Aparentes ao lado de Vera Fischer, Tato Gabus Mendes e Anna Sophia Folch. E apresentou no Brasil e em Portugal O grande livro dos pequenos detalhes.
Em 2017, apresentou Euforia que lhe rendeu duas indicações a prêmios de melhor ator. A peça é dividida em dois solos, o desabafo de dois personagens. Um velho e uma cadeirante que socialmente são olhados como seres assexuados, invisíveis aos olhos do prazer comum. No mesmo ano, dirigiu as peças Se eu não te amar amanhã? com co-direção da cineasta Sandra Werneck, e Tubarões.
Nos anos de 2017 e 2018, ao lado de Julia Tavares, foi diretor artístico e programador do evento Misancene, um festival de cinema, teatro, show, artes plásticas com 19 edições no espaço Vizinha 123.
Em 2018, dirigiu As Brasas, uma adaptação do romance homônimo de Sandor Marái, com Herson Capri, Genézio de Barros e Nana Carneiro da Cunha no elenco. Também dirigiu Através da Íris,  solo de Nathalia Timberg e direção geral de Maria Maya. No ano seguinte dirigiu Folhas de Vidro peça do dramaturgo britânico Philip Ridley.
Em 2022, teve destaque na novela da TV Globo, Além da Ilusão com o personagem Leopoldo Cintra, jovem diretor da rádio Alô Alô Campos e autor e diretor da radionovela Ventre Maldito que se apaixona pelo galã Plínio Rivera, interpretado por Nikolas Antunes. Leopoldo trava uma briga familiar e social para viver o seu amor em plenos anos 40.
Ao longo de sua carreira, Michel trabalhou com importantes diretores de teatro como: Enrique Diaz, Simon Will, Lola Arias, Tiago Rodrigues, Felipe Hirsch, João Fonseca, Ary Coslov, Cesar Augusto, Victor Garcia Peralta e Inez Viana.

## Vida Pessoal
Michel é filho de Gloria Coelho Blois e Rudnei Berone Blois. Tem dois irmãos, Charlene Coelho Blois e Matheus Coelho Blois. Em 2011, casou-se com o ator Pedroca Monteiro.

## Filmografia

### Televisão
| Ano  | Título                | Personagem      | Notas                         |
| ---- | --------------------- | --------------- | ----------------------------- |
| 2010 | Campeões de Audiência |                 | 2º episódio – Show do Estupra |
| 2022 | Além da ilusão        | Leopoldo Cintra |                               |

### Cinema
| Ano  | Título               | Personagem | Notas          |
| ---- | -------------------- | ---------- | -------------- |
| 2006 | Anda! Me responde!   |            | Curta-metragem |
| 2006 | ,mas a vida é boa    |            | Média-metragem |
| 2007 | Tropa de Elite       | Michel     | Longa-metragem |
| 2009 | Algum dia Baby Blues |            | Curta-metragem |
| 2010 | Guimba               |            | Curta-metragem |
| 2015 | Madrigal em Filmagem |            | Curta-metragem |
| 2016 | A Carga              | Matias     | Curta-metragem |
| 2021 | A melhor versão      | Gilsinho   | Longa-metragem |

### Roteirista
| Ano  | Título  | Escalação       | Notas                                       |
| ---- | ------- | --------------- | ------------------------------------------- |
| 2021 | A Festa | autor principal | Adaptação da peça homônima de Spiro Scimone |

## Teatro
| Ano  | Título                                     | Diretor                                                                                             | Dramaturgo | Função                      |
| ---- | ------------------------------------------ | --------------------------------------------------------------------------------------------------- | --- | --------------------------- |
| 2005 | Limite                                     | Invisível Cia                                                                                       | Invisível Cia | Ator/ Diretor/ Dramaturgo   |
| 2006 | Super Night Shot                           | Gob Squad                                                                                           | Gob Squad | Ator                        |
| 2006 | Por enquanto é isso                        | Kiko Mascarenhas                                                                                    | Julia Spadaccini | Assistente de direção       |
| 2007 | A Sônia é que é feliz                      | Michel Blois                                                                                        | Julia Spadaccini | Diretor                     |
| 2007 | tempo. Depois                              | Alessandra Colasanti                                                                                | Rodrigo Nogueira | Assistente de direção       |
| 2007 | Modelos para A(r)mar                       | Jefferson Miranda                                                                                   | Jefferson Miranda | Ator/ Assistente de direção |
| 2008 | Madrigal em processo                       | Pequena Orquestra                                                                                   | Pequena Orquestra | Ator/ Diretor/ Dramaturgo   |
| 2008 | A Falecida                                 | João Fonseca                                                                                        | Nelson Rodrigues | Ator                        |
| 2008 | Dois Irmãos – Due Fratelli                 | Chia Rodriguez e Michel Blois                                                                       | Fausto Paravidino | Diretor                     |
| 2009 | Para um destinatário                       | Michel Blois                                                                                        | Michel Blois | Ator/ Diretor/ Dramaturgo   |
| 2009 | Sempre                                     | Projeto Estúdios                                                                                    | Projeto Estúdios | Ator/ Diretor/ Dramaturgo   |
| 2009 | Pedro procura Inês                         | Projeto Estúdios                                                                                    | Projeto Estúdios | Ator/ Diretor/ Dramaturgo   |
| 2009 | Bobby Sands vai morrer, Thatcher assassina | Projeto Estúdios                                                                                    | Projeto Estúdios | Ator/ Diretor/ Dramaturgo   |
| 2009 | Play                                       | Ivan Sugahara                                                                                       | Rodrigo Nogueira | Ator                        |
| 2010 | Dulce                                      | Flávia Gusmão, Michel Blois, Nuno Gil e Thiare Maia                                                 | Flávia Gusmão, Michel Blois, Nuno Gil e Thiare Maia                                                                                             | Ator/ Diretor/ Dramaturgo   |
| 2010 | Os Inocentes                               | Cesar Augusto e Fernanda Félix                                                                      | Julia Spadaccini e Rodrigo Nogueira | Ator                        |
| 2010 | Otro                                       | Enrique Diaz e Cristina Moura                                                                       | Enrique Diaz e Cristina Moura | Ator/ Assistente de direção |
| 2010 | Ponto de Fuga                              | Rodrigo Nogueira                                                                                    | Rodrigo Nogueira | Ator                        |
| 2011 | naotemnemnome                              | Emanuel Aragão                                                                                      | Emanuel Aragão | Ator                        |
| 2011 | Cedo ou Tarde tudo morre                   | Haroldo Rego                                                                                        | Joca Terron | Ator                        |
| 2012 | Meu avesso é mais visível que um poste     | Emanuel Aragão                                                                                      | Emanuel Aragão | Ator                        |
| 2012 | Dentro                                     | Michel Blois                                                                                        | Pequena Orquestra | Ator/ Diretor/ Dramaturgo   |
| 2012 | Pterodátilos                               | Felipe Hirsch                                                                                       | Nicky Silver | Ator                        |
| 2012 | Dolce & Copacabana – 6 clichês em crise    | Gob Squad                                                                                           | Gob Squad | Ator                        |
| 2013 | O médico e o monstro                       | Cesar Augusto                                                                                       | George Osterman | Ator                        |
| 2013 | Hoje é ontem também                        | Lola Arias                                                                                          | Lola Arias | Ator                        |
| 2013 | Peça Romântica para um teatro fechado      | Tiago Rodrigues                                                                                     | Tiago Rodrigues | Ator                        |
| 2013 | MoMO                                       | Flávia Gusmão e Michel Blois                                                                        | Flávia Gusmão e Michel Blois | Ator/ Diretor/ Dramaturgo   |
| 2013 | Aos Domingos                               | Bruce Gomlevsky                                                                                     | Julia Spadaccini | Ator                        |
| 2014 | O jardim secreto                           | Mariah Schwartz e Rafaela Amado                                                                     | Renata Mizrahi | Ator                        |
| 2014 | O que você vai ver                         | Inez Viana                                                                                          | Rodrigo Nogueira | Ator                        |
| 2014 | Adorável Garoto                            | Maria Maya                                                                                          | Nicky Silver | Ator                        |
| 2014 | Moradores da Cidade Vazia                  | Alessandra Colasanti, Alonso Zerbinato, Joana Lerner, Keli Freitas, Michel Blois e Pedroca Monteiro | Alessandra Colasanti, Alonso Zerbinato, Joana Lerner, Keli Freitas, Michel Blois e Pedroca Monteiro                                             | Ator/ Diretor/ Dramaturgo   |
| 2015 | O Grande livro dos Pequenos detalhes       | Cláudia Gaiolas, Michel Blois, Paula Diogo e Thiare Maia                                            | Alexander Kelly | Ator/ Diretor               |
| 2015 | Relações Aparentes                         | Ary Coslov e Edson Fieschi                                                                          | Alan Ayckbourn | Ator                        |
| 2016 | The Pride                                  | Victor Garcia Peralta                                                                               | Alexi Kaye Campbbell | Ator                        |
| 2017 | E se eu não te amar amanhã?                | Michel Blois e Sandra Werneck                                                                       | Julia Spadaccini | Diretor                     |
| 2017 | Tubarões                                   | Michel Blois                                                                                        | Alexandre Varella, Alonso Zerbinato, Beatriz Bertu, Bianca Joy Porte, Christian Landi, Cirillo Luna, Daniela Pereira de Carvalho e Michel Blois | Ator/ Diretor/ Dramaturgo   |
| 2017 | Euforia                                    | Victor Garcia Peralta                                                                               | Julia Spadaccini | Ator                        |
| 2018 | As Brasas                                  | Pedro Brício                                                                                        | Duca Rachid e Julio Fischer | Diretor Assistente          |
| 2018 | Através da Íris                            | Maria Maya                                                                                          | Cacau Hygino | Diretor Assistente          |
| 2019 | A vida acontece no pântano                 | Leonardo Netto                                                                                      | Ana Abbott | Ator                        |
| 2019 | Folhas de Vidro                            | Michel Blois                                                                                        | Philip Ridley | Diretor                     |
| 2020 | Calor Humana *on-line                      | Cecile Dano                                                                                         | Cecile Dano | Ator                        |
| 2020 | Moradores da Cidade Vazia *on-line         | Mariana Kaufman                                                                                     | Alessandra Colasanti, Alonso Zerbinato, Joana Lerner, Keli Freitas, Michel Blois e Pedroca Monteiro                                             | Ator/ Dramaturgo            |
| 2020 | Bastidores *on-line                        | Cristina Fagundes                                                                                   | Cristina Fagundes | Ator                        |

## Prêmios
| Ano  | Prêmio                   | Categoria   | Indicação | Resultado |
| 2018 | Prêmio Cesgranrio        | Melhor Ator | Euforia   | Indicado  |
| 2018 | Prêmio Botequim Cultural | Melhor Ator | Euforia   | Indicado  |